# Cubiceps pauciradiatus
Cubiceps pauciradiatus är en fiskart som beskrevs av Günther 1872. Cubiceps pauciradiatus ingår i släktet Cubiceps och familjen Nomeidae. Inga underarter finns listade i Catalogue of Life.